# Нелепиці
Нелепиці (пол. Nielepice) — село в Польщі, у гміні Забежув Краківського повіту Малопольського воєводства.
Населення — 779 осіб (2011).
У 1975-1998 роках село належало до Краківського воєводства.

## Демографія
Демографічна структура станом на 31 березня 2011 року:
|          | Загалом | Допрацездатний вік | Працездатний вік | Постпрацездатний вік |
| -------- | ------- | ------------------ | ---------------- | -------------------- |
| Чоловіки | 383     | 73                 | 264              | 46                   |
| Жінки    | 396     | 63                 | 236              | 97                   |
| Разом    | 779     | 136                | 500              | 143                  |